# سوریه در المپیک
سوریه اولین بار در سال ۱۹۴۸ در بازی‌های المپیک شرکت کرد. زهیر شوربیگی شناگر سوری، تنها شرکت کننده از این کشور در آن دوره بود که توانست در بخش شیرجهٔ مردان به مقام دهم دست یابد. سپس سوریه چهار المپیک بعدی را از دست داد (اگرچه در سال ۱۹۶۰ این کشور به عنوان بخشی از جمهوری عربی متحده همراه با مصر در قالب یک تیم متحد رقابت کردند). سوریه در سال ۱۹۶۸ به بازی‌های المپیک بازگشت و از آن پس، به جز یک دوره، همواره ورزشکارانی را برای شرکت در بازی‌های المپیک تابستانی فرستاده است؛ به جز بازی‌های المپیک ۱۹۷۶. این در حالی است که سوریه هرگز در بازی‌های المپیک زمستانی شرکت نداشته است.
کمیته ملی المپیک سوریه در سال ۱۹۴۸ ایجاد شد و کمیته بین‌المللی المپیک (IOC) به مورخهٔ ۳۱ ژانویه ۱۹۴۸ در سنکت موریتز و در نشست کمیته بین‌المللی المپیک، این کمیتهٔ ملی را به رسمیت شناخت. ورزشکاران سوریه‌ای در مجموع چهار مدال در چهار رشته ورزشی دو و میدانی، کشتی آزاد، وزنه‌برداری و بوکس کسب کرده‌اند.

## تاریخچه

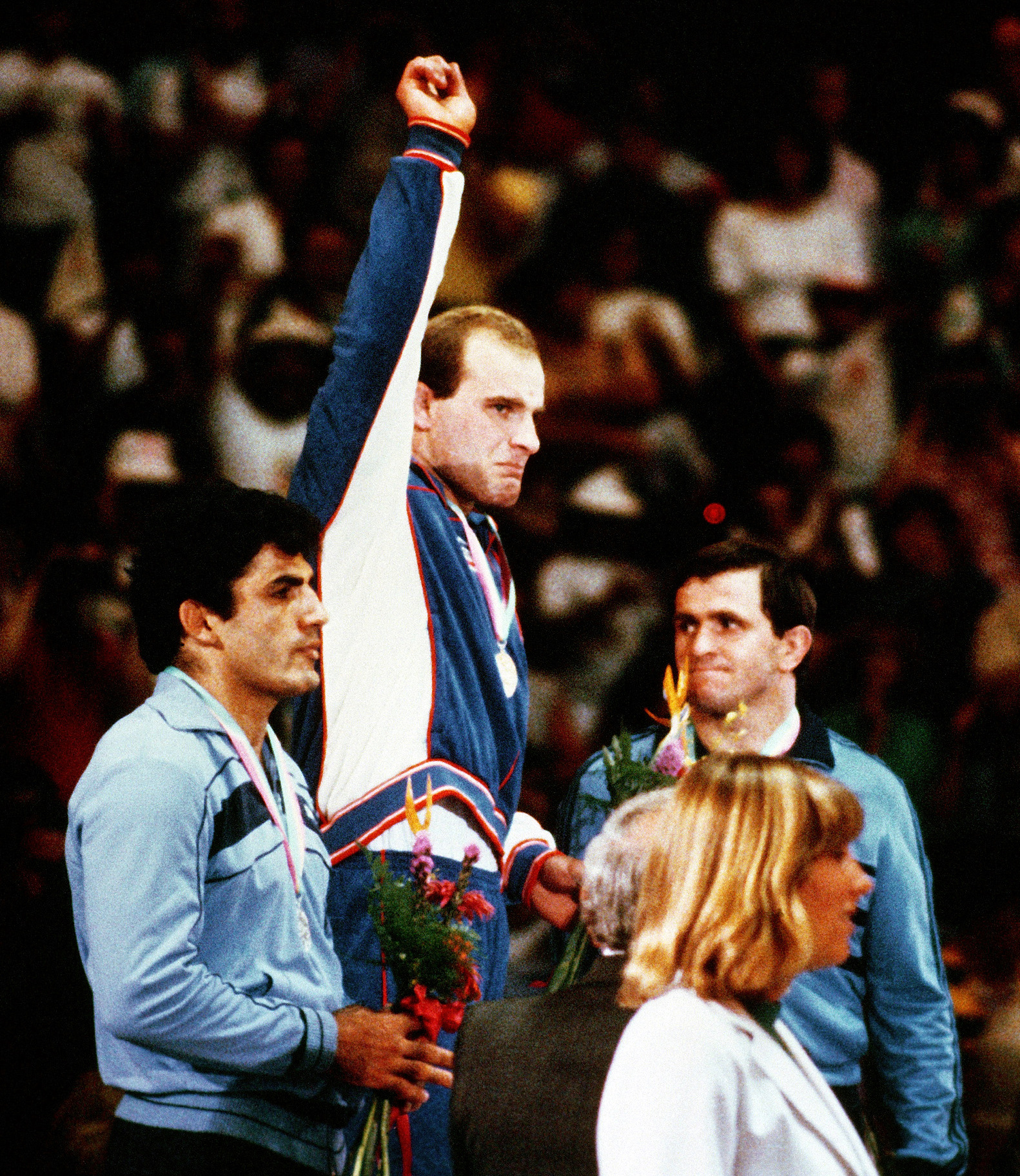
مراسم توزیع مدال ۱۰۰ کیلوگرم کشتی آزاد در بازی‌های المپیک تابستانی ۱۹۸۴، جوزف عطیه دارنده مدال نقره سوریه نفر اول از سمت چپ.

سوریه برای اولین بار به عنوان یک کشور مستقل در بازی‌های المپیک تابستانی ۱۹۴۸ در لندن شرکت کرد. زهیر شوربیگی، شناگر سوری، تنها شرکت کننده از این کشور در آن دوره بود که توانست در بخش شیرجهٔ مردان به مقام دهم دست یابد. در بازی‌های المپیک تابستانی ۱۹۶۰ در شهر رم، ورزشکاران سوری به عنوان بخشی از جمهوری متحد عربی (متحد با ورزشکاران مصری) در رقابت‌های المپیک شرکت کردند. در سال ۱۹۶۱ میلادی، سوریه مجدداً اتحاد خود را با مصر برهم زد و پس از آن، در بازی‌های المپیک تابستانی ۱۹۶۴ در توکیو شرکت نکرد.
سوریه پس از مدت‌ها، در مکزیکوستی به بازی‌های المپیک تابستانی ۱۹۶۸ بازگشت و پس از این دوره، تنها در بازی‌های المپیک مونترال در سال ۱۹۷۶ بود که شرکت در رقابت‌ها را از دست داد. در بازی‌های المپیک تابستانی ۱۹۸۰ در مسکو (که توسط کشورهای بسیاری تحریم شده بود) سوریه بیشترین ورزشکار تاریخ خود را به المپیک اعزام کرد ولی موفق به کسب هیچ مدالی در این دوره از رقابت‌ها نشد. سوریه سپس علی‌رغم تحریم متقابل برخی کشورها، در بازی‌های المپیک تابستانی ۱۹۸۴ در لس آنجلس هم شرکت کرد و در این سال اولین مدال المپیک خود را کسب کرد؛
این مدال نقره توسط جوزف عطیه در رشتهٔ کشتی آزاد مردان به دست آمد. در طول بازی‌های المپیک تابستانی ۱۹۹۶ در آتلانتا، غاده شعاع نخستین فرد سوری بود که موفق شد مدال طلا را برای این کشور در دو و میدانی و در رشتهٔ هفت‌گانهٔ زنان، با مجموع امتیاز ۶۷۸۰، به دست بیاورد. این زن تاکنون تنها قهرمانی المپیک از کشور سوریه است.
سوریه همچنین در بازی‌های المپیک تابستانی ۲۰۰۴ به سومین مدال خود دست یافت و این مدال برنز توسط ناصر الشامی، بوکسور ملی‌پوش، در رشته بوکس مردان کسب گردید. در نهایت چهارمین مدال توسط معن اسعد در مسابقات وزنه‌برداری به دست آمد که به سبب کسب مقام سومی در بازی‌های المپیک تابستانی ۲۰۲۰ در توکیو بود (که به خاطر همه‌گیری کووید-۱۹ در سال ۲۰۲۱ بگزار می‌شد). در بازی‌های المپیک تابستانی ۲۰۲۴ در پاریس، کاروان سوریه تنها شامل شش ورزشکار (پنج مرد و یک زن) می‌شد که هیچ‌کدام آن‌ها در رشتهٔ مشابهی به المپیک راه نیافته بودند و در این دوره سوریه هیچ مدالی کسب نکرد.

## جدول مدال‌ها

### تابستانی
| بازیها | ورزشکاران                         | طلا                               | نقره                              | برنز                              | جمع                               | رتبه                              |
| ۱۹۴۸   | 1                                 | ۰                                 | ۰                                 | ۰                                 | ۰                                 | -                                 |
| ۱۹۵۲   | did not participate               |                                   |                                   |                                   |                                   |                                   |
| ۱۹۵۶   | did not participate               |                                   |                                   |                                   |                                   |                                   |
| ۱۹۶۰   | as part of جمهوری متحد عربی (RAU) | as part of جمهوری متحد عربی (RAU) | as part of جمهوری متحد عربی (RAU) | as part of جمهوری متحد عربی (RAU) | as part of جمهوری متحد عربی (RAU) | as part of جمهوری متحد عربی (RAU) |
| ۱۹۶۴   | did not participate               | did not participate               | did not participate               | did not participate               | did not participate               | did not participate               |
| ۱۹۶۸   | 2                                 | ۰                                 | ۰                                 | ۰                                 | ۰                                 | -                                 |
| ۱۹۷۲   | 5                                 | ۰                                 | ۰                                 | ۰                                 | ۰                                 | -                                 |
| ۱۹۷۶   | did not participate               | did not participate               | did not participate               | did not participate               | did not participate               | did not participate               |
| ۱۹۸۰   | 67                                | ۰                                 | ۰                                 | ۰                                 | ۰                                 | -                                 |
| ۱۹۸۴   | 9                                 | ۰                                 | ۱                                 | ۰                                 | ۱                                 | ۳۳                                |
| ۱۹۸۸   | 13                                | ۰                                 | ۰                                 | ۰                                 | ۰                                 | -                                 |
| ۱۹۹۲   | 9                                 | ۰                                 | ۰                                 | ۰                                 | ۰                                 | -                                 |
| ۱۹۹۶   | 7                                 | ۱                                 | ۰                                 | ۰                                 | ۱                                 | ۴۹                                |
| ۲۰۰۰   | 8                                 | ۰                                 | ۰                                 | ۰                                 | ۰                                 | -                                 |
| ۲۰۰۴   | 6                                 | ۰                                 | ۰                                 | ۱                                 | ۱                                 | ۷۱                                |
| ۲۰۰۸   | 8                                 | ۰                                 | ۰                                 | ۰                                 | ۰                                 | -                                 |
| ۲۰۱۲   | 10                                | ۰                                 | ۰                                 | ۰                                 | ۰                                 | -                                 |
| ۲۰۱۶   | ۷                                 | ۰                                 | ۰                                 | ۰                                 | ۰                                 | -                                 |
| ۲۰۲۰   | 6                                 | ۰                                 | ۰                                 | ۱                                 | ۱                                 | ۸۶                                |
| ۲۰۲۴   | 6                                 | ۰                                 | ۰                                 | ۰                                 | ۰                                 | -                                 |
| ۲۰۲۸   | future event                      |                                   |                                   |                                   |                                   |                                   |
| ۲۰۳۲   | future event                      |                                   |                                   |                                   |                                   |                                   |
| جمع    | جمع                               | ۱                                 | ۱                                 | ۲                                 | ۴                                 | ۱۰۷                               |

### برحسب ورزش
| ورزش           | طلا | نقره | برنز | مجموع |
| -------------- | --- | ---- | ---- | ----- |
| دو و میدانی    | ۱   | ۰    | ۰    | ۱     |
| کشتی           | ۰   | ۱    | ۰    | ۱     |
| بوکس           | ۰   | ۰    | ۱    | ۱     |
| وزنه‌برداری     | ۰   | ۰    | ۱    | ۱     |
| مجموع (۴ ورزش) | ۱   | ۱    | ۲    | ۴     |

## فهرست مدال آوران
| Medal | Name            | Games | Sport      | Event                  |
| ----- | --------------- | ----- | ---------- | ---------------------- |
| نقره  | Joseph Atiyeh   | ۱۹۸۴  | کشتی       | Men's freestyle 100 kg |
| طلا   | Ghada Shouaa    | ۱۹۹۶  | دومیدانی   | Women's heptathlon     |
| برنز  | Nasser Al Shami | ۲۰۰۴  | بوکس       | Men's heavyweight      |
| برنز  | Man Asaad       | ۲۰۲۰  | وزنه‌برداری | Men's 109+kg           |

## پرچمداران
| ۱۹۴۸ | زهیر شوربای                       | شیرجه                             |                                   |                                   |                                   |                                   |
| ۱۹۵۲ | شرکت نیافت                        |                                   |                                   |                                   |                                   |                                   |
| ۱۹۵۶ | شرکت نیافت                        |                                   |                                   |                                   |                                   |                                   |
| ۱۹۶۰ | as part of جمهوری متحد عربی (RAU) | as part of جمهوری متحد عربی (RAU) | as part of جمهوری متحد عربی (RAU) | as part of جمهوری متحد عربی (RAU) | as part of جمهوری متحد عربی (RAU) | as part of جمهوری متحد عربی (RAU) |
| ۱۹۶۴ | شرکت نیافت                        |                                   |                                   |                                   |                                   |                                   |
| ۱۹۶۸ | محمود بلح                         | کشتی (ورزش)                       |                                   |                                   |                                   |                                   |
| ۱۹۷۲ | منذر خطیب                         | ورزش تیراندازی                    |                                   |                                   |                                   |                                   |
| ۱۹۷۶ | شرکت نیافت                        |                                   |                                   |                                   |                                   |                                   |
| ۱۹۸۰ | جهاد نعیم                         | ورزش تیراندازی                    |                                   |                                   |                                   |                                   |
| ۱۹۸۴ | جوزف عطیه                         | کشتی (ورزش)                       |                                   |                                   |                                   |                                   |
| ۱۹۸۸ | Hafez El-Hussein                  | Athletics                         |                                   |                                   |                                   |                                   |
| ۱۹۹۲ | Dennis Atiyeh                     | کشتی (ورزش)                       |                                   |                                   |                                   |                                   |
| ۱۹۹۶ | غاده شعاع                         | دو و میدانی                       |                                   |                                   |                                   |                                   |
| ۲۰۰۰ | Moutassem Ghotouq                 | Head of mission                   |                                   |                                   |                                   |                                   |
| ۲۰۰۴ | Mohammad Hazzory                  | دو و میدانی                       |                                   |                                   |                                   |                                   |
| ۲۰۰۸ | عهد جغیلی                         | وزنه‌برداری                        |                                   |                                   |                                   |                                   |
| ۲۰۱۲ | مجدالدین غزال                     | دو و میدانی                       |                                   |                                   |                                   |                                   |
| ۲۰۱۶ | مجدالدین غزال                     | دو و میدانی                       |                                   |                                   |                                   |                                   |
| ۲۰۲۰ | Ahmad Hamcho هند ظاظا             | سوارکاری تنیس روی میز             |                                   |                                   |                                   |                                   |
| ۲۰۲۴ | Amre Hamcho Alisar Youssef        | سوارکاری دو و میدانی              |                                   |                                   |                                   |                                   |